# NGC 6793
NGC 6793 is een open sterrenhoop in het sterrenbeeld Vosje. Het hemelobject werd op 16 juli 1789 ontdekt door de Duits-Britse astronoom William Herschel.

## Synoniemen
- OCL 115